# Mas d'en Baltre
Mas d'en Baltre és una masia del municipi de Cadaqués (Alt Empordà) inclosa en l'Inventari del Patrimoni Arquitectònic de Catalunya.

## Descripció
Situat al sud del nucli urbà de la població, per la pista de terra que condueix des de la cala des Llaner Gros de Cadaqués fins a la cala Jòncols de Roses, seguint el mateix itinerari que el GR-92. Situat poc abans del trencall que porta al puig de sa Planassa.
Es tracta d'un mas format per diverses construccions aïllades i edificat damunt la roca geològica de la zona. L'edifici principal és de planta rectangular distribuïda en tres pisos d'alçada, amb la coberta a dues vessants sobre els murs més llargs. Presenta un ràfec de dents de serra i, per sota, resseguint tot el carener, una línia de pintura d'un color blau, representatiu de la població de Cadaqués. La façana principal, orientada al sud, presenta un cos de planta rectangular adossat d'una sola planta, el qual presenta una terrassa al nivell del primer pis, on es localitza la porta d'accés a l'interior. Aquesta terrassa es troba coberta amb un embigat de fusta sustentat per tres pilastres de planta quadrada, amb els capitells motllurats. Al costat oest de l'edifici principal hi ha una altra terrassa enllosada, amb el mateix sistema de coberta que l'anterior. Totes les obertures són rectangulars, de mida no gaire gran, i presenten ampits i llindes monolítiques formades per una prima llosa de pissarra. La façana oest presenta una fornícula amb l'ampit motllurat, actualment sense imatge.
A escassos metres al sud-oest hi ha un altre edifici de planta rectangular i coberta a dues aigües, originàriament utilitzat com a pallissa o magatzem. Entre aquest i la casa principal hi ha una gran era que combina l'enllosat de pedra amb el substrat geològic de la zona. Vers l'est, a l'altra banda del camí, hi ha les restes d'altres construccions del mas enrunades.
Tot l'edifici principal es troba arrebossat i pintat de blanc. Destaca un motiu decoratiu de ferro, localitzat a un dels extrems del carener de la teulada que, segons tradició popular, s'utilitzava per espantar les bruixes i els mals esperits.